# Racławice (Miechów)
Pour les articles homonymes, voir Racławice.

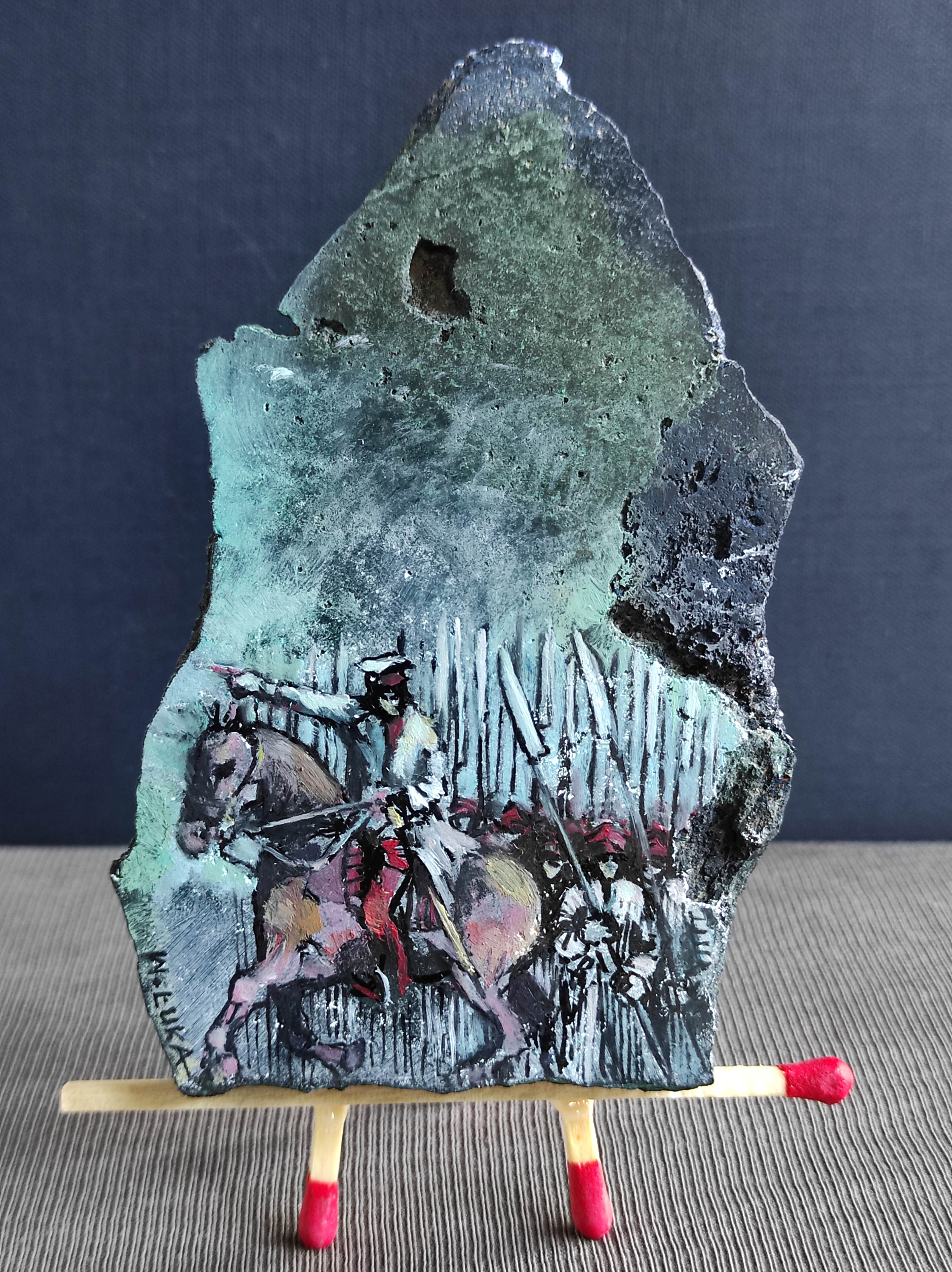
La bataille de Raclawice, par Wojciech Łuka.

Racławice est une localité polonaise, siège de la gmina de Racławice, située dans le powiat de Miechów en voïvodie de Petite-Pologne.